# Стивен, Ниниан
Сэр Ниниан Мартин Стивен (англ. Ninian Martin Stephen; 15 июня 1923, Хенли-он-Темс, Оксфордшир, Англия, Великобритания — 29 октября 2017, Мельбурн, Австралия) — австралийский государственный и политический деятель, двадцатый генерал-губернатор Австралии с 19 июля 1982 по 16 февраля 1989 года.

## Биография

### Молодые годы
Ниниан Мартин Стивен родился 15 июня 1923 года в Хенли-он-Темс, в графстве Оксфордшир в Англии. Его отец Фредерик, бывший мотоциклистом-курьером на Первой мировой войне, умер незадолго до его рождения, и Ниниан воспитывался матерью Барбарой.
Стивен учился в школе Св. Павла в Западном Кенсигтоне, в Лондоне, с весеннего семестра 1937 года по март 1938 года. В детстве переехал в Австралию.
Стивен получил образование в Шотландском колледже и Мельбурнском университете, но его учёба была прервана Второй мировой войной, на которой он служил капралом в Армии Австралии, 3-й группе водного транспорта (Королевские инженеры), в Новой Гвинее и на Борнео, повысившись в звании до лейтенанта перед отставкой 1946 года.
Стивен окончил юридическое образование в 1950 году и в 1952 году вступил в коллегию адвокатов штата Виктория.
К 1960 году, Стивен стал одним из ведущих конституционных и коммерческих юристов Австралии. В 1966 году он стал Королевским адвокатом.

### Вторая мировая война
В декабре 1941 года, после окончания первого года обучения в университете, Стивен поступил на службу в Гражданские вооруженные силы, чтобы служить неполный рабочий день в полку Мельбурнского университета. После вступления Японии во Вторую мировую войну Стивен прошел полную военную подготовку с 8 декабря 1941 года по 15 февраля 1942 года, а затем был направлен в 10-й полевой полк Королевской австралийской артиллерии, служивший в Западной Австралии. Впоследствии он перешел во Вторую австралийскую имперскую армию. В конце 1943 года Стивена перевели в Королевские австралийские инженеры, служивший в Новой Гвинее с апреля по август 1944 года в составе 43-й австралийской водной транспортной компании. Затем он посещал курсы, кульминацией которых стал курс ввода в эксплуатацию в апреле 1945 года. В звании лейтенанта он служил в 41-й австралийской роте десантных кораблей в Новой Гвинее и Новой Британии. В августе 1945 года он был отправлен в Лабуан, Борнео, где прибыл после окончания войны и прослужил там до января 1946 года. После возвращения в Австралию он был  5 февраля 1946 года.

### Судебная карьера
30 июня 1970 года, Стивен был назначен судьей Высокого суда штата Виктория. Он занимал эту должность до 29 февраля 1972 года, став затем судьёй Высокого суда Австралии.
Хотя Стивен был назначен в период либерального правительства, он оказался, не традиционным консервативным поборником прав штатов. Он присоединился к «умеренному центру», между заклятым консерватором Гарфилдом Барвиком и радикалистом Лионелем Мерфи. В 1982 году он входил в состав большинства, которым было принято решение о широком толковании «власти внешних связей» Конституции Австралии.

### Последующая деятельность
В 1989 году Стивен стал первым австралийским послом по вопросам окружающей среды, и в течение своего трехлетнего срока активно выступал за запрет добычи в Антарктике. В 1991 году он был назначен председателем второй части мирных переговоров в Северной Ирландии. С 1993 по 1997 год он был судьей на международных трибуналах по военным преступлениям в Югославии и Руанде. С 1998 года он был председателем Гражданского совета. В 1994 году он выступал в качестве специального посланника Генерального секретаря ООН для решения политических конфликтов в Бангладеш.
Позже он стал президентом Арбитражного трибунала Международного центра по урегулированию инвестиционных споров в соответствии с главой 11 Соглашения о свободной торговле (НАФТА).

### Личная жизнь
В 1949 году Стивен женился на Валери Синклер. У них родилось пять дочерей. Стивен и его жена покровительствуют австралийским внутренним ботаническим садам.
Стивен скончался в Мельбурне 29 октября 2017 года, в возрасте 94 лет.

## Пост генерал-губернатора Австралии
В марте 1982 года, по совету премьер-министра Малкольма Фрейзера, Елизавета II назначила Стивена на должность генерал-губернатора Австралии. Он был приведен к присяге 29 июля 1982 года, после ухода на пенсию Зелмана Коуэна. Когда Фрейзер потерпел поражение от Лейбористской партии Роберта Хоука в 1983 году, Стивену не стало трудно работать с новым правительством. В 1987 году по совету Хоука, королева продлила срок Стивена на 18 месяцев в знак личного уважения. Стивен одобрил два роспуска обеих палат парламента в 1983 и 1987 годах.

## Более поздние должности
В 1989 году Стивен стал первым послом Австралии по охране окружающей среды  и в течение своего трехлетнего срока особенно энергично добивался запрета добычи полезных ископаемых в Антарктиде. В 1991 году он взял на себя трудную задачу, когда был назначен председателем второго этапа мирных переговоров по Северной Ирландии. С 1991 по 1995 год он был судьей ad hoc Международного Суда по делу Восточный Тимор (Португалия против Австралии) 1991—1995 гг. С 1993 по 1997 год он был судьей в международных трибуналах, расследовавших военные преступления в Югославии и Руанде. Он также занимал пост председателя Совета по гражданству Австралии с 1998 года. В 1994 году он выступал в качестве специального посланника Генерального секретаря ООН по урегулированию политических конфликтов в Бангладеш. 
Позже Стивен вернулся в юридическую сферу, став председателем арбитражного суда, созданного в соответствии с главой 11 Североамериканского соглашения о свободной торговле (the North American Free Trade Agreement, NAFTA), которому поручено рассмотрение инвестиционного спора между Мондевом, канадским инвестором, и Соединенными Штатами. 
Подробная научная биография Стивена «Удачный путешественник» Эйреса была опубликована в сентябре 2013 года. Опираясь на это, Эйрес также резюмировал карьеру Стивена для Victorian Bar News. 

## Награды
20 апреля 1972 года Ниниан Стивен стал Кавалером Ордена Британской империи «за выдающиеся заслуги перед законом» и приведен к присяге члена Тайного совета в 1979 году. Как генерал-губернатор он стал Рыцарем Ордена Австралии, Рыцарем Большого креста Ордена Святого Михаила и Святого Георгия и Рыцарем Большого креста Королевского Викторианского ордена. В 1994 году королева Елизавета II назначила его Рыцарем Ордена Подвязки. В 1983 году он стал Командором Ордена Почётного легиона.
|  | Рыцарь-Командор Ордена Британской империи                       | 1970 |
|  | Рыцарь Ордена Австралии                                         | 1982 |
|  | Рыцарь Большого креста Ордена Святого Михаила и Святого Георгия | 1982 |
|  | Рыцарь Большого креста Королевского Викторианского ордена       | 1982 |
|  | Рыцарь Справедливости Ордена Святого Иоанна                     | 1982 |
|  | Рыцарь Ордена Подвязки                                          | 1994 |
|  | Звезда «1939—1945»                                              |      |
|  | Тихоокеанская звезда                                            |      |
|  | Военная медаль 1939–1945                                        |      |
|  | Медаль за службу Австралии 1939–45 годов                        |      |
|  | Медаль в честь серебряного юбилея королевы Елизаветы II         | 1977 |
|  | Медаль обороны Австралии                                        | 2006 |
|  | Командор Ордена Почётного легиона                               | 1983 |